# Târgu Cărbunești
Târgu Cărbuneşti é uma cidade da Romênia com 9.338 habitantes, localizada no judeţ (distrito) de Gorj.